# Ramprasad Sen
Sadhak Rāmprasād Sen (en bengalí, রামপ্রসাদ সেন; c. 1718 o c. 1723 – c. 1775) fou un sant i poeta xacti del segle xviii. Els seus poemes bhakti, coneguts com a Ramprasadi, segueixen sent populars a Bengala, estan generalment dirigits a la deessa hindú Kali i estan escrits en bengalí.

## Biografia
Els relats sobre la vida de Ramprasad acostumen a incloure llegendes i mites, barrejats amb detalls biogràfics. Sembla haver nascut en una família tàntrica. De nen va mostrar inclinació cap a la poesia. Va ser deixeble de Krishnananda Agamavagisha, un estudiós del Tantra i iogui. Ramprasad es va donar a conèixer per les seves cançons religioses i va arribar a convertir-se en poeta de la cort del rajà Krishnachandra de Nadia. La seva vida ha estat objecte de moltes històries a partir de la devoció que sentia per la deessa Kali. L'obra literària de Ramprasad inclou Vidyasundar, Kali-kirtana, Krishna-kirtana i Shaktigiti.
Ramprasad és especialment conegut per haver creat una nova forma de composició que combina l'estil folklòric bengalí de la música Baul amb melodies clàssiques i kirtan. El nou estil va arrelar en la cultura bengalí. Les seves cançons segueixen cantant-se en el present, a través d'una col·lecció popular anomenada Ramprasadi Sangit ("Cançons de Ramprasad"), que es venen en els temples sakti i en les pithas de Bengala.

### Mort
Durant l'última etapa de la seva vida, fou cuidat pel seu fill Ramdulal i la seva nora Bhagavati.
Existeix un relat popular sobre la mort de Ramprasad. A Ramprasad li agradava molt participar en el Kali puja a la nit de Diwali, el festival de la llum. En una d'aquestes nits de celebració, va interpretar la puja i va cantar tota la nit. L'endemà al matí, Ramprasad portava cap al Ganges el recipient amb l'aigua santificada de la Mare Divine sobre el cap. El seguien els seus devots, que portaven la imatge de Kali feta de fang, per tal de submergir-la en el Ganges després de la matinada d'oració. Ramprasad s'endinsà en el riu sagrat, fins que l'aigua li va arribar al coll, mentre cantava per Kali. Quan la imatge de Kali va quedar submergida, Ramprasad morí. Es creu que això va succeir al voltant de 1775.
Tot i això, alguna prova documental (un Kabulatipatra datat en abril de 1794 amb la signatura de Ramprasad Sen com a testimoni) demostra clarament el fet que Ramprasad Sen era viu el 1794. Aquest Kabulatipatra s'ha conservat i exhibit a Sabarna Sangrahashala, Barisha.